# Glaesotropis rohdendorfi
Glaesotropis rohdendorfi (лат.) — ископаемый вид жесткокрылых насекомых из семейства ложнослоники (Anthribidae). Обнаружены в эоценовом ровенском янтаре (Украина). Возраст около 40 млн лет. Видовое название дано в честь крупного советского палеоэнтомолога Бориса Борисовича Родендорфа (1904—1977).

## Описание
Длина тела 3,05 мм, длина рострума 0,46 мм. Скутеллюм мелкий, почти треугольный. Простернум грубо пунктирован. Надкрылья широкие, в 1,9 раза длиннее переднеспинки, в 1,3 раза длиннее ширины в основании и в апикальной четверти, в 1,1 раза длиннее ширины посередине. Плечи слабо сглажены. Штрихи мелкие. Междурядья выпуклые, мелко пунктированные. Сходен с крупнейшим видом подрода, Glaesotropis (Electranthribus) zherikhini по задней угловатой каринуле и прекоксальной части простернума примерно равной по длине передним тазикам. Отличается поперечным килем, идущем до скутеллюма, коротким вторым члеником усиков (в 1,3 раза длиннее третьего членика), широкой булавой (в 2 раза длиннее максимальной ширины), более выпуклыми глазами, более крупными размерами тела. 
Вид был впервые описан в 2021 году российским колеоптерологом Андреем Легаловым (Институт систематики и экологии животных СО РАН, Новосибирск, Россия) и украинскими коллегами Виталием Назаренко и Евгением Перковским (Институт зоологии имени И. И. Шмальгаузена НАН Украины, Киев, Украина).